# William Johnson (juiz)
William Johnson, Jr. (27 de Dezembro de 1771 - 4 de Agosto de 1834) foi um advogado, representante estadual e jurista americano que exerceu como Juiz Associado da Suprema Corte dos Estados Unidos de 1804 até 1834. Quando tinha 32 anos, Johnson foi nomeado para a Suprema Corte pelo Presidente Thomas Jefferson. Foi o primeiro membro Democrata-Republicano da Corte, bem como o segundo Juiz do estado da Carolina do Sul. Durante seu mandato, Johnson restaurou o ato de emitir pareceres em série. Escreveu cerca de metade das dissidências durante a "Corte Marshall", levando os historiadores a apelidá-lo de "primeiro dissidente".
Johnson compôs o parecer da maioria para dois casos principais (incluindo United States v. Hudson) e centenas de pareceres majoritários em casos minoritários de direito marítimo, terras e seguros. Apoiou um governo federal forte em questões econômicas, levando-o a juntar-se à maioria em casos como McCulloch v. Maryland, Gibbons v. Ogden e Fletcher v. Peck para o desespero de Thomas Jefferson e outros Republicanos.
Os fortes pareceres federalistas de Johnson enquanto era juiz do Distrito da Carolina do Sul fizeram dele um pária social no estado da Carolina do Sul. Em 1834, mudou-se para o Brooklyn, em Nova York, onde morreu mais tarde naquele ano de complicações cirúrgicas. Como a maioria dos juízes da "Corte Marshall", as contribuições de Johnson para a lei foram ofuscadas pelo Chefe de Justiça John Marshall. No entanto, no início das décadas de 1950 e 1960, a jurisprudência de Johnson virou assunto para bolsa de estudos limitada.

## Primeiros anos
Johnson nasceu na Paróquia de St. James Goose Creek (agora parte do Condado de Berkeley, Carolina do Sul), filho do Sr. William Johnson, um ferreiro que mudou-se de Nova York para a Carolina do Sul, e Sarah Johnson, nascida Nightingale. Seus pais apoiavam a Revolução Americana. Durante a Revolução, o Sr. Johnson foi considerado pelas autoridades britânicas como "um dos rebeldes mais perigosos e importantes". Liderou os revolucionários de Charleston ao lado de Christopher Gadsden e foi o criador da Liberty Tree de Charleston. Após o Cerco de Charleston, o Sr. Johnson e Gadsden foram presos em Saint Augustine, Flórida, pelo comandante britânico Henry Clinton. Johnson, Jr., ao lado de seu irmão e mãe (que também era revolucionária), posteriormente fugiram para a Cidade de Nova York, onde viveram até o final da Revolução. Após a guerra, o Sr. Johnson foi representante de Charleston na Assembleia Geral da Carolina do Sul.
Johnson tinha quatorze anos no verão de 1787 quando os delegados reuniram-se na Convenção Constitucional. De acordo com um historiador da Suprema Corte, "nada moldou os hábitos mentais de Johnson de forma mais poderosa do que a experiência da revolução".

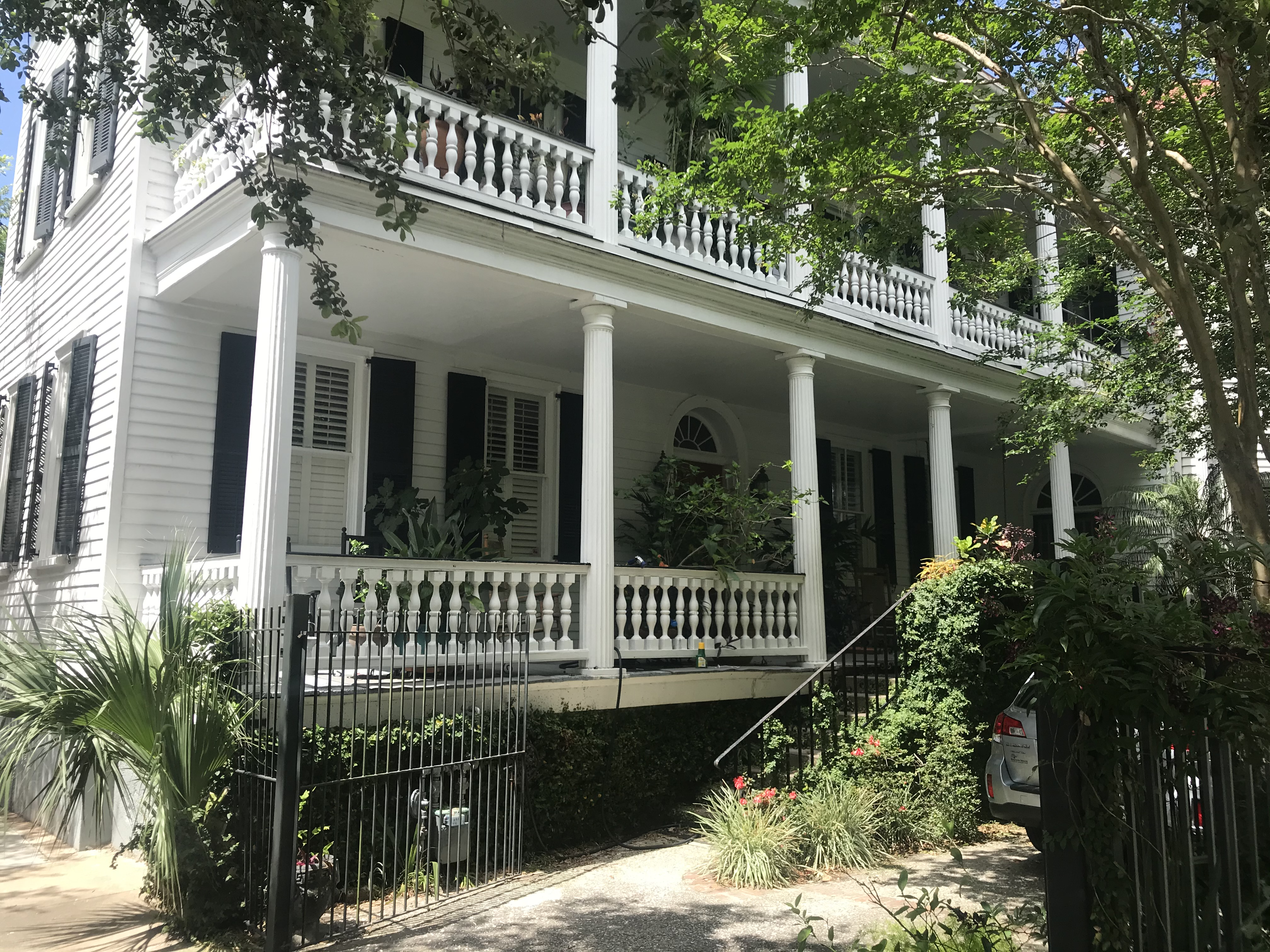
The William Johnson House na Rutledge Avenue em Charleston, Carolina do Sul

Em 1790, William Johnson formou-se na Universidade de Princeton como o primeiro da classe. Três anos depois, foi aceito na Ordem após a tutela de Charles Cotesworth Pinckney. Johnson era um adepto do Partido Democrata-Republicano e representou Charleston na Câmara dos Representantes da Carolina do Sul de 1794 até 1800. Em seu último mandato, de 1798 até 1800, exerceu como Presidente da Câmara. Em 1799, Johnson ajudou a aprovar um projeto de lei para reorganizar o judiciário estadual. Mais tarde naquele ano, também foi nomeado juiz associado do Tribunal estadual de Sessões Plenárias e Apelações, um cargo criado pela reorganização de Johnson. O serviço nesse tribunal também incluiu um cargo na Suprema Corte da Carolina do Sul, o mais alto tribunal do estado na época.
Em 1794, casou-se com Sarah Bennett, irmã de Thomas Bennett, Jr., que mais tarde exerceu como Governador da Carolina do Sul. Johnson e Bennett eram bons amigos. Johnson e sua esposa deram ao filho o nome de Thomas Bennett em homenagem a ele. O casal teve oito filhos, seis dos quais sobreviveram. Também adotaram dois refugiados de Santo Domingo.
Em 1808, Johnson construiu uma casa de 2 andares em Charleston na Rutledge Avenue. Enquanto estava na Suprema Corte, Johnson possuía escravos.

## Carreira na Suprema Corte
No dia 22 de Março de 1804, o Presidente Thomas Jefferson nomeou Johnson para ser um Juiz Associado da Suprema Corte dos Estados Unidos, como sucessor de Alfred Moore. Foi confirmado pelo Senado dos Estados Unidos por votação verbal no dia 24 de Março de 1804 e foi empossado no mesmo dia. Jefferson indicou Johnson, de 32 anos, porque era de uma região geográfica semelhante à de Moore, porque a saúde de Johnson permitia que viajasse regularmente (uma exigência do cargo na época) e porque Johnson seguia os princípios republicanos. Foi o primeiro membro da Corte que não era do Partido Federalista.
Em seus anos no Tribunal, Johnson desenvolveu uma reputação de dissidente frequente e articulado da maioria Federalista. Enquanto o Chefe de Justiça, John Marshall, era frequentemente capaz de orientar os pareceres da maioria dos juízes, Johnson demonstrou uma veia independente. Johnson restaurou a prática de emitir pareceres em série (um parecer específico do parecer do Tribunal) e de 1805 até 1833, compôs quase metade dos pareceres divergentes da Suprema Corte. Por esse motivo, foi apelidado de "primeiro dissidente".
Durante seu mandato, Johnson compôs o parecer da maioria para apenas dois casos principais: United States v. Hudson e Goodwin em 1812 e Mechanics 'Bank of Alexandria v. Bank of Columbia em 1820. No caso U.S. v. Hudson, o Tribunal considerou que os tribunais não tinham o poder de desenvolver crimes de common law, uma decisão que foi celebrada pelos Jeffersonianos. No entanto, no caso Mechanics 'Bank, o Tribunal estabeleceu um precedente de common law federal de que um juiz federal poderia ouvir evidências de liberdade condicional para explicar um acordo contratual por escrito se a intenção do acordo fosse ambíguo. Johnson também compôs mais de uma centena de pareceres majoritários para "casos de terras arcanas, direito marítimo e de seguro", bem como numerosas concordâncias. Após 1820, Johnson compôs menos pareceres majoritários e mais dissidências. O aumento de dissidências de Johnson pode ter sido devido à influência de Jefferson, que elogiou a prática e instou Johnson a publicar mais. Por fim, Johnson compôs cerca de metade das dissidências durante a "Corte Marshall".

### Gilchrist v. Collector of Charleston(1808)
Após o caso Chesapeake-Leopard em 1807, o Presidente Thomas Jefferson assinou a Lei de Embargo, que "concedeu expressamente liberdade aos coletores de portos estaduais para deter qualquer navio que parecesse estar violando ou tentando violar o embargo". Em 1808, o armador Adam Gilchrist entrou com uma ação de mandado de segurança no tribunal geral depois que seu navio foi detido por ordem do Secretário do Tesouro Albert Gallatin. Em Gilchrist v. Collector of Charleston (1808), Johnson, presidindo o tribunal, decidiu que "as ações do coletor não seriam justificadas pela carta de Gallatin porque na lei de embargo o Congresso não puniu o Presidente (ou o Departamento do Tesouro) com a discrição para deter navios".
O caso resultou em reação imediata. Embora a imprensa Federalista tenha comemorado a decisão, permaneceu impopular com a maioria dos cidadãos. Entre Julho e Outubro de 1808, Johnson debateu publicamente a decisão com o Procurador-Geral Caesar Augustus Rodney em uma série de cartas publicadas em jornais de Charleston. No final, o governo de Jefferson acreditava que o tribunal geral não tinha o direito de executar um mandado de segurança. No entanto, o caso continua sendo um marco judicial importante, embora muitas vezes esquecido, que ajudou a estabelecer a independência judicial.
A decisão, o primeiro grande ato de independência de Johnson, não foi apreciada por Jefferson. Os dois homens pararam de se corresponder por vários anos depois do caso Gilchrist, e sua amizade não se reatou até que Johnson restaurou sua correspondência, oferecendo "sementes botânicas raras" a Jefferson. Johnson foi nomeado Coletor do Porto de Charleston no dia 23 de Janeiro de 1819, mas optou por permanecer no Tribunal.

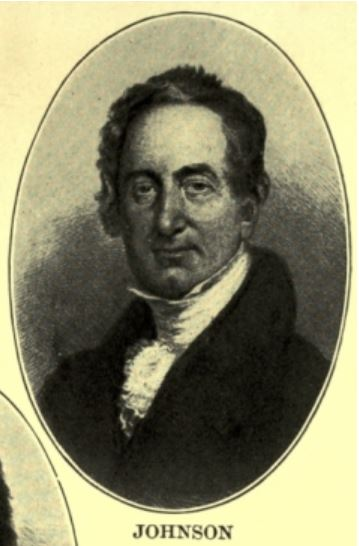
Um retrato do Juiz William Johnson em 1819

### Jurisprudência da cláusula contratual
No caso Fletcher v. Peck (1810), Johnson juntou-se à maioria do Tribunal para sustentar que uma lei da Geórgia que anulava as concessões de terras concedidas pelo estado no ano anterior era inconstitucional. Foi a primeira vez que a Suprema Corte decidiu uma lei estadual dessa forma. Johnson compôs um acordo no caso Fletcher. Não discordou da decisão geral do Tribunal, mas temeu que o caso pudesse ter sido "inventado" devido a um possível conluio entre os partidos a fim de estabelecer um precedente. Também discordou da argumentação de Marshall de que a lei da Geórgia violava a Cláusula Contratual. Acreditava na interpretação de Marshall da Cláusula Contratual, de que os comprometimentos às obrigações contratuais a violavam, como excessivamente ampla e desnecessariamente restritiva dos poderes do Estado em favor dos direitos privados. Em vez disso, acreditava que a lei violava o princípio geral do direito de que não se podia revogar a propriedade de algo que não se possuía mais.
Em 1819, Johnson juntou-se à maioria no caso Dartmouth College v. Woodward. No caso Dartmouth, o Tribunal considerou a Cláusula Contratual aplicada a empresas privadas, que uma carta privada constituía um contrato entre os partidos e que os estados não podiam interferir nesse contrato. Estranhamente, Johnson não escreveu um parecer específico sobre o caso.
No entanto, quando a Suprema Corte decidiu o caso de 1823 de Green v. Biddle, Johnson compôs um parecer específico. No caso Green, Johnson compôs um parecer que era em parte dissidência e em parte concordância. Concordou com o parecer da maioria de que o ato legislativo de Kentucky para restringir os direitos dos titulares de suas terras era ilegal, mas mais uma vez, como no caso Fletcher (1810), Johnson acreditava que a ilegalidade do ato era devido à violação dos princípios gerais do direito e não devido à violação da Cláusula Contratual. Abriu mão de analisar a Cláusula Contratual por achar que era desnecessária para a questão legal do caso. Green v. Biddle foi um dos casos de Cláusula Contratual mais importantes do Tribunal da época, expandindo ainda mais a cláusula para incluir acordos públicos como o pacto Virgínia-Kentucky de 1792.
Em 1827, Johnson juntou-se ao parecer majoritário do Juiz Bushrod Washington no caso Ogden v. Saunders (1827). O parecer sustentava que a Cláusula Contratual excluía apenas as leis retroativas que afetam os contratos e não as leis possíveis que afetam os contratos ainda não assinados. Foi o único caso constitucional em que o Chefe de Justiça Marshall discordou.

### Jurisprudência federalista
Em 1813, o Tribunal de Apelações da Virgínia (agora Suprema Corte da Virgínia), o mais alto tribunal do estado na época, recusou-se a seguir a decisão da Suprema Corte dos Estados Unidos no caso Fairfax v. Hunter's Lessee (um caso em que Johnson havia discordado), argumentando que o poder de apelação da Suprema Corte não se abrange ao seu tribunal. Nesse caso, a Suprema Corte, usando os poderes conferidos a ela no Ato Judiciário de 1789, considerou que a Virgínia despojou-se indevidamente de títulos de propriedades e reverteu a decisão do tribunal do estado. Em 1816, a Suprema Corte respondeu ao desafio do Tribunal de Apelações da Virgínia no caso Martin v. Hunter's Lessee. No caso Martin, o Juiz Joseph Story compôs para uma decisão unânime que "o poder de apelação dos Estados Unidos abrange-se a casos pendentes nos tribunais Estaduais e que a 25ª cláusula do ato judiciário, que autoriza a prática desta jurisdição em casos específicos por uma ordem judicial de equívoco, é amparada pela letra e pelo espírito da Constituição".
O parecer composto por Story frustrou o desejo de Johnson de uma "afirmação mais contundente da autoridade Federal". Em um parecer concordante, Johnson compôs que a Suprema Corte foi "constituída pela voz da união e quando as decisões acontecem quando nada além que um espírito para ceder e harmonizar pode reconciliar, [a voz da Suprema Corte] é a reivindicação superior sobre a cortesia dos tribunais estaduais". Johnson expandiu ainda mais o federalismo, afirmando que:

Para mim, a Constituição aparenta, em todos os seus versos, um contrato que, em linguagem jurídica, pode ser denominada trilateral. Os grupos são o povo, os Estados e os Estados Unidos. É ficar andando em círculo em afirmar que professa ser o ato exclusivo do povo, pois o que o povo fez senão formar este acordo? Que os Estados são reconhecidos como partes nele é evidente por vários trechos, especialmente aquele em que os Estados Unidos garantem a cada Estado uma forma republicana de Governo.
 Johnson também juntou-se a duas outras decisões históricas sobre federalismo. Em 1819, juntou-se a uma decisão unânime no caso McCulloch v. Maryland, um caso que anulou uma tentativa da Assembleia Geral de Maryland de tributar o Segundo Banco dos Estados Unidos. O caso McCulloch estabeleceu que os estados não podem interferir na execução dos poderes constitucionais do governo federal e que a Cláusula Necessária e Adequada dá ao Congresso poderes implícitos que não são enumerados na Constituição dos Estados Unidos. Dois anos depois, em 1821, Johnson juntou-se ao parecer unânime composto pelo Chefe de Justiça Marshall no caso Cohens v. Virginia, que considerou que a Suprema Corte tinha a capacidade de revisar os processos criminais estaduais.

### Julgamento de Denmark Vesey eElkison v. Deliesseline(1822)
Em 1822, Denmark Vesey, um homem negro liberto e vários outros foram acusados de supostamente planejarem uma revolta de escravos em Charleston. As autoridades da cidade acreditavam que Vesey e seus seguidores planejavam invadir e matar os proprietários brancos de escravos da cidade e depois fugir para o Haiti. A suposta conspiração de Vesey foi um divisor de águas na vida de muitos brancos da Carolina do Sul. Mas Johnson duvidou da suposta ameaça e importância do complô, colocando-o em desacordo com as crenças da maioria dos cidadãos brancos, incluindo sua própria filha.
Johnson questionou abertamente a imparcialidade do julgamento resultante. Escreveu uma carta ao jornal Charleston Courier em Junho de 1822 detalhando um relato de outra suposta rebelião de escravos ao longo da fronteira da Geórgia com a Carolina do Sul. A rebelião citada por Johnson acabou por ser apenas boato e resultou no assassinato de um homem inocente. Johnson afirmou que acreditava que a história "continha uma ética útil e poderia verificar as causas da agitação que então operavam na opinião pública" em Charleston.
Johnson não estava sozinho em suas críticas. O Governador Thomas Bennett criticou o procedimento por ser injusto, devido ao fato de que os julgamentos foram realizados em particular e os acusados não estavam presentes quando as testemunhas disseram. As críticas do Governador Bennett e do Juiz Johnson indignaram os membros do tribunal que julgaram os supostos conspiradores. Em Julho de 1822, os membros publicaram uma refutação no jornal Charleston Courier e as prisões e execuções mais que dobraram.
Após a prisão e o julgamento de Denmark Vesey, a Assembleia da Carolina do Sul emendou o Ato do Marinheiro Negro de 1820 para remover a exceção para "marinheiros negros ou mulatos libertos" de serem temporariamente presos e encarcerados enquanto seu navio era transportado. Johnson temia que o caso levasse os armadores credores a deixarem marinheiros libertos nas prisões para evitar o pagamento de salários, bem como levaria a outras proibições com base na classificação racial. No caso de Elkison v. Deliesseline (1822), Johnson, presidindo suas funções no Tribunal Geral do Distrito da Carolina do Sul, concluiu que "a transferência de comércio e poderes conferidos para o governo nacional eliminou a autoridade do estado para promulgar legislação conflitante" e portanto, invalidou a lei. Foi a primeira vez desde 1789 que um tribunal federal invalidou a legislação estadual por causa de seu conflito com a Cláusula de Comércio. A decisão enfureceu as populações brancas dos estados escravagistas.

### Gibbons v. Ogden(1824)
Em 1824, a "Corte Marshall" decidiu por unanimidade no caso Gibbons v. Ogden que a Cláusula de Comércio da Constituição dos Estados Unidos deu ao governo federal o direito de regular os instrumentos de comércio. No parecer da maioria, Marshall sustentou que uma lei de licenciamento federal expressava a intenção do Congresso de regulamentar o comércio de barcos a vapor e que invalidava uma lei de Nova York que criava o monopólio dos barcos a vapor. Por outro lado, no parecer concordante de Johnson, argumentou incondicionalmente que era o poder exclusivo do governo federal, independentemente das leis de licenciamentos federais. Afirmou ainda que o "[c]omércio, em seu significado mais simples, significa uma troca de bens", os avanços da sociedade levariam a vários meios de troca (como trabalho e inteligência) iniciando no comércio e, portanto, tornando-se "os objetos de regulamentação comercial [federal]".
A concordância de Johnson foi inesperadamente nacionalista. Havia sido nomeado para controlar o nacionalista Marshall, mas em vez disso "superou Marshall"." O parecer prenunciou debates constitucionais futuros sobre a Cláusula de Comércio. Em 2018, o Juiz Anthony Kennedy citou a concordância em seu parecer majoritário no caso Dakota do Sul v. Wayfair Inc. e compôs que se o parecer de Johnson "prevalecesse e os Estados tivessem negado o poder de regulamentação convergente, a história poderia ter visto regulamentações federais abrangentes em uma data anterior que excluiu os Estados da experimentação de leis e políticas próprias..."

### Jurisprudência Nativa Americana
A corrida do ouro da Geórgia no início da década de 1830 levou a dois casos importantes relacionados à soberania dos Nativos Americanos que Johnson ouviu no tribunal. No caso Cherokee Nation v. Georgia (1831), a 
Nação Cherokee solicitou um mandado impedindo a Geórgia de utilizar várias leis para privá-los de seus direitos e suas terras, afirmando que as leis violavam tratados que a Nação havia assinado com os Estados Unidos. O Tribunal considerou que não tinha jurisdição porque "uma tribo ou nação indígena dentro dos Estados Unidos não é um estado estrangeiro no sentido da constituição e não pode manter um processo nos tribunais dos Estados Unidos". Na concordância de Johnson, afirmou que as tribos indígenas eram "nada mais do que hordas nômades, mantidas unidas apenas por vínculos de sangue e hábitos, e sem regras ou governo além do que é exigido em um estado selvagem".
No ano seguinte, Johnson juntou-se novamente à maioria no caso Worcester v. Georgia (1832), uma decisão histórica que sustentava que a "nação Cherokee ... é uma comunidade distinta ocupando seu próprio território no qual as leis da Geórgia não podem ter força".

### Filosofia judicial
Johnson foi um pioneiro da restrição judicial e acreditava que o Legislativo e o Executivo tinham uma "competência e idoneidade superiores" para lidar com os problemas em evolução. Sua jurisprudência baseava-se na ideia de soberania pessoal imposta pela legislação. Embora acreditasse que um judiciário independente era importante, também acreditava que o Legislativo tinha o direito de controlar os tribunais para proteger sua própria soberania. Seu parecer da função judicial diferia significativamente do parecer do Chefe de Justiça Marshall (bem como do Juiz Washington e do Juiz Story). O parecer de Johnson sobre a expansão da jurisdição federal, conforme visto em sua dissidência solitária no caso Osborn v. Bank of the United States (1824), também diferia da do Chefe de Justiça.
Em 1807, o Chefe de Justiça Marshall, parecendo para a maioria do Tribunal, concedeu a dois homens que estavam envolvidos na conspiração de Burr com um mandado de habeas corpus no caso Ex parte Bollman. Johnson discordou do parecer de Marshall, afirmando que a Suprema Corte não tinha jurisdição originária e recursal e que o Ato Judiciário não deu ao Tribunal a capacidade de emitir o mandado.
De acordo com um historiador, Johnson "valorizou os argumentos do senso comum, a exatidão objetiva e doutrinária, as anotações sólidas e a revelação completa das circunstâncias do caso". Como o Juiz Oliver Wendell Holmes (que Johnson supostamente influenciou), Johnson raramente citava casos.

## Carreira como autor
Em 1822, Johnson escreveu o livro Sketches of the Life and Correspondence of Nathanael Greene em dois volumes, uma obra abrangente sobre o Major-General Nathanael Greene, que desempenhou um papel vital na derrota dos Britânicos durante a Revolução Americana. O livro acabou sendo um fracasso financeiro e determinante na época. Um crítico contemporâneo ridicularizou-o, afirmando que o livro tinha uma "citação de tópicos pouco desenvolvida, uso impróprio de frases obscenas e falha terrível no uso da linguagem prejudicada". No entanto, o historiador Craig Newton em 1964 identificou os livros de Johnson como parte da historiografia da Carolina do Sul e afirmou que Johnson "falou não apenas pelos biógrafos e historiadores mais competentes, mas também por todos os outros diligentes na preservação das fontes da Revolução..." Vários outros historiadores teorizaram que a ligação política de Johnson com Jefferson se devia em parte ao poder da recomendação e introdução de Jefferson aos editores. Na única nota que sobreviveu na correspondência de Andrew Jackson que menciona o Juiz William Johnson, Jackson sugere que Johnson estava "interessado principalmente na fama literária e, portanto, não era confiável para escrever a biografia de um amigo".

## Morte e avaliação histórica

### Doença e morte
Johnson tornou-se um pária social na Carolina do Sul após a crise da nulificação em 1832 e 1833 porque o estado "foi capturado por um partido cujos princípios se opôs inalteravelmente". Em 1834, adoeceu gravemente e optou por se mudar para o Brooklyn, em Nova York. No dia 4 de Agosto de 1834, após uma cirurgia particularmente dolorosa em sua mandíbula para curar uma infecção, morreu. Johnson tinha sido informado de que a cirurgia provavelmente o mataria de antemão; no entanto, optou por prosseguir com a cirurgia, que pode ter sido "mal feita". Muitas vezes foi relatado que foi sepultado no cemitério da Igreja Episcopal de St. Philip em Charleston, Carolina do Sul, onde uma grande estátua dele permanece. No entanto, a igreja não tem registro de que tenha sido sepultado lá.

### Avaliação histórica
Como a maioria dos outros Juízes da "Corte Marshall", as contribuições de Johnson para a Suprema Corte foram ofuscados pelo Chefe de Justiça. Seus pareceres sobre a Constituição são consideradas "do lado perdedor" do debate constitucional histórico. A historiadora Sandra Vanburkleo afirmou que Johnson ficou "aquém da grandeza" e que quando "a reputação depende de contribuições permanentes à doutrina, muito sobre Johnson era oposicionista ou dispéptico, e muito pouco sobreviveu como exemplo". O historiador Fred Rodell, por outro lado, chamou-o de "o mais subestimado de todos os juízes".
Até as décadas de 1950 e 1960, estudos sobre o Juiz Johnson eram quase inexistente. Uma biografia sobre Johnson por Donald G. Morgan (a única biografia em livro sobre Johnson até agora) publicada em 1954 estimulou estudos com foco nas dissidências, republicanismo e independência de Johnson. No entanto, pesquisas adicionais sobre Johnson foram inibidas pelo acesso limitado a documentos históricos, já que as famílias da Carolina do Sul raramente preservavam os papéis familiares.

## Leia mais
- Abraham, H. J. (2002). «John Marshall's Associate Justices». Journal of Supreme Court History. 27 (3): 286–292. doi:10.1111/1540-5818.00049
- Abraham, Henry J. (1992). Justices and Presidents: A Political History of Appointments to the Supreme Court 3rd ed. New York: Oxford University Press. ISBN 0-19-506557-3
- Frank, John P. (1995).  Friedman, Leon; Israel, Fred L., eds. The Justices of the United States Supreme Court: Their Lives and Major Opinions. [S.l.]: Chelsea House Publishers. ISBN 0-7910-1377-4
- Hall, Kermit L., ed. (1992). The Oxford Companion to the Supreme Court of the United States. New York: Oxford University Press. ISBN 0-19-505835-6
- Martin, Fenton S.; Goehlert, Robert U. (1990). The U.S. Supreme Court: A Bibliography. Washington, D.C.: Congressional Quarterly Books. ISBN 0-87187-554-3
- Morgan, Donald G. (1954). Justice William Johnson, the First Dissenter: The Career and Constitutional Philosophy of a Jeffersonian Judge. Columbia, South Carolina: University of South Carolina Press. pp. 3–54 &168–189. ISBN 0872490602
- The Editors of Encyclopædia Britannica (2015). «William Johnson». Encyclopædia Britannica Online. Britannica. Consultado em 22 de Novembro de 2015
- Urofsky, Melvin I. (1994). The Supreme Court Justices: A Biographical Dictionary. New York: Garland Publishing. pp. 590. ISBN 0-8153-1176-1